# Vysoká škola politická ÚV KSČ

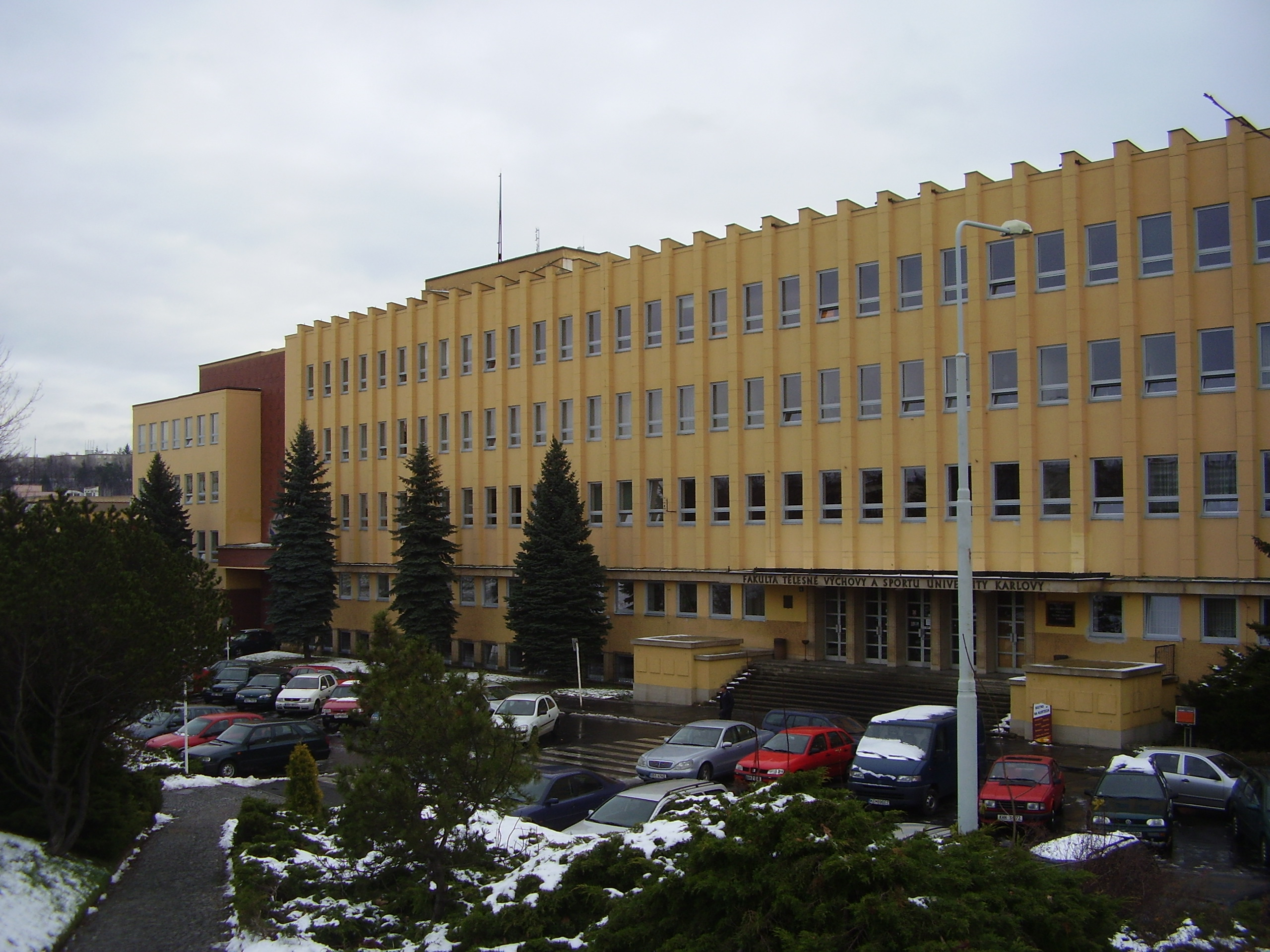
Ehemaliges Gebäude der Parteihochschule in Prag-Vokovice

Vysoká škola politická ÚV KSČ, abgekürzt VŠP ÚV KSČ, deutsch Politische Hochschule des Zentralkomitees der KPTsch, war ähnlich der Parteihochschule „Karl Marx“ die höchste eigene Bildungsstätte der Kommunistischen Partei der Tschechoslowakei (KSČ) mit Sitz in Prag und war dem Zentralkomitee der Partei direkt unterstellt. Konzipiert als eine Kaderschmiede wurde sie nach dem Vorbild der Parteihochschule der KPdSU in Moskau gegründet. Nach 1971 gab es auch eine Parteischule in Bratislava, Vysoká škola politická ÚV KSS (VŠP ÚV KSS), die dem Zentralkomitee der Kommunistischen Parteil der Slowakei unterstellt war.
Der Zweck der Schule war die theoretische Schulung von Parteimitgliedern, die für eine Parteikarriere vorgesehen waren. Die Fragen der Theorie des Marxismus-Leninismus sowie der Geschichte der Arbeiterbewegung standen im Vordergrund. Die Schule teilte sich in 25 Lehrstühle und Abteilungen. Sie beschäftigte über 200 politische Lehrer (Professoren, Dozenten und Assistenten).
Die Schule wurde unter einem anderen Namen 1953 gegründet und trug im Laufe der Zeit unterschiedliche Namen:
- 1953–1961: Vysoká stranická škola při ÚV KSČ (Parteihochschule beim ZK der KPTsch)
- 1961–1965: Vysoká stranická škola - Institut společenských věd při ÚV KSČ (Parteihochschule - Institut für gesellschaftliche Wissenschaften beim ZK der KPTsch)
- 1965–1990: Vysoká škola politická ÚV KSČ (Politische Hochschule des Zentralkomitees der KPTsch)